# Ottawa County (Kansas)
Ottawa County is een county in de Amerikaanse staat Kansas.
De county heeft een landoppervlakte van 1.868 km² en telt 6.163 inwoners (volkstelling 2000). De hoofdplaats is Minneapolis.